# Jacqueline Fraysse
Jacqueline Fraysse (ur. 25 lutego 1947 w Paryżu) – francuska polityk oraz kardiolog.

## Działalność polityczna
Fraysse jest byłą członkinią Francuskiej Partii Komunistycznej. W latach 1978–1981 piastowała urząd deputowanego do Zgromadzenia Narodowego a w latach 1981–1986 pełniła urząd senatora z departamentu Hauts-de-Seine.
W latach 1988–2004 była merem Nanterre a w latach 2004–2008 zasiadała w miejskiej radzie.
Od 1997 roku nieprzerwanie jest deputowaną do francuskiego Zgromadzenia Narodowego. Obecnie jest członkinią Partii Lewicy.